# Campionati del mondo di ciclismo su strada - Corsa in linea maschile Under-23

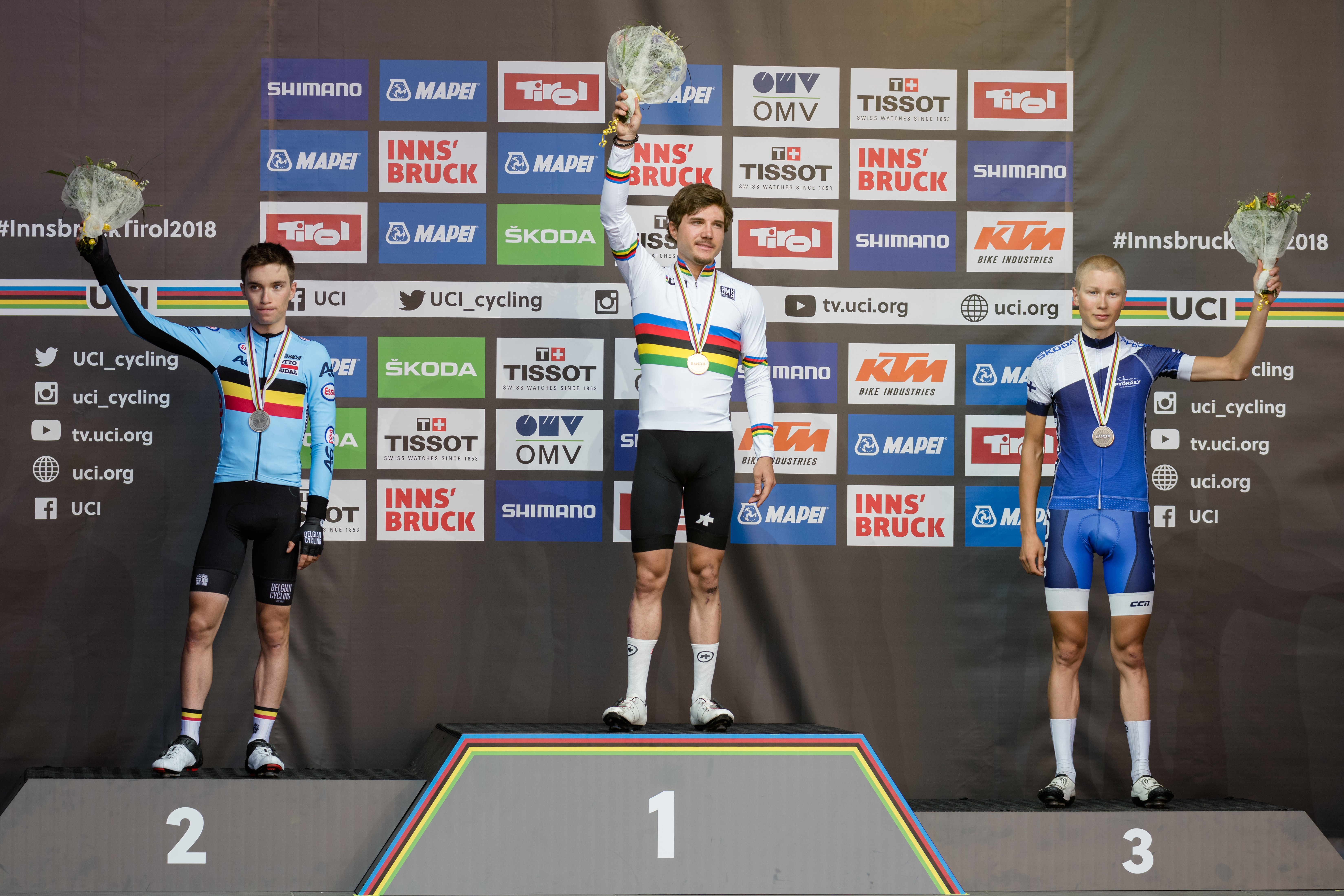
Il podio dell'edizione 2018

La gara in linea maschile Under-23 è una delle prove disputate durante i campionati del mondo di ciclismo su strada. Riservata ai ciclisti di età compresa tra 19 e 22 anni, fu corsa per la prima volta nell'edizione 1996 dei campionati, in sostituzione della gara riservata ai dilettanti corsa fino all'edizione precedente.

## Albo d'oro
Aggiornato all'edizione 2024.
| Anno | Vincitore                                        | Secondo                                          | Terzo                                            |
| ---- | ------------------------------------------------ | ------------------------------------------------ | ------------------------------------------------ |
| 1996 | Giuliano Figueras                                | Roberto Sgambelluri                              | Luca Sironi                                      |
| 1997 | Kurt Asle Arvesen                                | Óscar Freire                                     | Gerrit Glomser                                   |
| 1998 | Ivan Basso                                       | Rinaldo Nocentini                                | Danilo Di Luca                                   |
| 1999 | Leonardo Giordani                                | Luca Paolini                                     | Matthias Kessler                                 |
| 2000 | Evgenij Petrov                                   | Jaroslav Popovyč                                 | Lorenzo Bernucci                                 |
| 2001 | Jaroslav Popovyč                                 | Giampaolo Caruso                                 | Ruslan Hryščenko                                 |
| 2002 | Francesco Chicchi                                | Francisco Gutiérrez                              | David Loosli                                     |
| 2003 | Sergej Lagutin                                   | Johan Vansummeren                                | Thomas Dekker                                    |
| 2004 | Kanstancin Siŭcoŭ                                | Thomas Dekker                                    | Mads Christensen                                 |
| 2005 | Dmytro Hrabovs'kyj                               | William Walker                                   | Evgenij Popov                                    |
| 2006 | Gerald Ciolek                                    | Romain Feillu                                    | Aleksandr Chatuncev                              |
| 2007 | Peter Velits                                     | Wesley Sulzberger                                | Jonathan Bellis                                  |
| 2008 | Fabio Duarte                                     | Simone Ponzi                                     | John Degenkolb                                   |
| 2009 | Romain Sicard                                    | Carlos Alberto Betancur                          | Egor Silin                                       |
| 2010 | Michael Matthews                                 | John Degenkolb                                   | Taylor Phinney Guillaume Boivin                  |
| 2011 | Arnaud Démare                                    | Adrien Petit                                     | Andrew Fenn                                      |
| 2012 | Aleksej Lucenko                                  | Bryan Coquard                                    | Tom Van Asbroeck                                 |
| 2013 | Matej Mohorič                                    | Louis Meintjes                                   | Sondre Holst Enger                               |
| 2014 | Sven Erik Bystrøm                                | Caleb Ewan                                       | Kristoffer Skjerping                             |
| 2015 | Kévin Ledanois                                   | Simone Consonni                                  | Anthony Turgis                                   |
| 2016 | Kristoffer Halvorsen                             | Pascal Ackermann                                 | Jakub Mareczko                                   |
| 2017 | Benoît Cosnefroy                                 | Lennard Kämna                                    | Michael Carbel Svendgaard                        |
| 2018 | Marc Hirschi                                     | Bjorg Lambrecht                                  | Jaakko Hänninen                                  |
| 2019 | Samuele Battistella                              | Stefan Bissegger                                 | Thomas Pidcock                                   |
| 2020 | non disputata a causa della pandemia di COVID-19 | non disputata a causa della pandemia di COVID-19 | non disputata a causa della pandemia di COVID-19 |
| 2021 | Filippo Baroncini                                | Biniam Girmay                                    | Olav Kooij                                       |
| 2022 | Evgenij Fëdorov                                  | Mathias Vacek                                    | Søren Wærenskjold                                |
| 2023 | Axel Laurance                                    | António Morgado                                  | Martin Svrček                                    |
| 2024 | Niklas Behrens                                   | Martin Svrček                                    | Alec Segaert                                     |

## Medagliere
Aggiornato all'edizione 2024.
| Pos.   | Nazione       | Oro | Argento | Bronzo | Totale |
| ------ | ------------- | --- | ------- | ------ | ------ |
| 1      | Italia        | 6   | 6       | 4      | 15     |
| 2      | Francia       | 5   | 3       | 1      | 9      |
| 3      | Norvegia      | 3   | 0       | 3      | 6      |
| 4      | Germania      | 2   | 3       | 2      | 7      |
| 5      | Ucraina       | 2   | 1       | 1      | 4      |
| 6      | Kazakistan    | 2   | 0       | 0      | 2      |
| 7      | Australia     | 1   | 3       | 0      | 4      |
| 8      | Svizzera      | 1   | 1       | 1      | 3      |
| 9      | Slovacchia    | 1   | 1       | 1      | 3      |
| 10     | Colombia      | 1   | 1       | 0      | 2      |
| 11     | Russia        | 1   | 0       | 3      | 4      |
| 12     | Bielorussia   | 1   | 0       | 0      | 1      |
| 12     | Slovenia      | 1   | 0       | 0      | 1      |
| 12     | Uzbekistan    | 1   | 0       | 0      | 1      |
| 15     | Belgio        | 0   | 2       | 2      | 4      |
| 16     | Spagna        | 0   | 2       | 0      | 2      |
| 17     | Paesi Bassi   | 0   | 1       | 2      | 3      |
| 18     | Sudafrica     | 0   | 1       | 0      | 1      |
| 18     | Eritrea       | 0   | 1       | 0      | 1      |
| 18     | Rep. Ceca     | 0   | 1       | 0      | 1      |
| 18     | Portogallo    | 0   | 1       | 0      | 1      |
| 21     | Gran Bretagna | 0   | 0       | 3      | 3      |
| 22     | Danimarca     | 0   | 0       | 2      | 2      |
| 23     | Austria       | 0   | 0       | 1      | 1      |
| 23     | Canada        | 0   | 0       | 1      | 1      |
| 23     | Finlandia     | 0   | 0       | 1      | 1      |
| 23     | Stati Uniti   | 0   | 0       | 1      | 1      |
| Totale | Totale        | 27  | 27      | 28     | 82     |